# Atsushi Matsumoto
Atsushi Matsumoto (jap. 松本篤史 Matsumoto Atsushi; ur. 24 marca 1988) – japoński zapaśnik walczący w obu stylach. Brązowy medalista mistrzostw świata w 2018. Ósmy na igrzyskach azjatyckich w 2010. Srebrny medalista mistrzostw Azji w 2015 i 2017; brązowy w 2019. Czwarty w Pucharze Świata w 2019; piąty w 2012 i ósmy w 2014 roku.